# Нижние Немыкари
Нижние Немыкари — деревня в Починковском районе Смоленской области России. Входит в состав Лосненского сельского поселения. Население — 27 жителей (2007 год). 
Расположена в центральной части области в 28 км к северо-западу от Починка, в 16 км восточнее автодороги А141 Орёл — Витебск, на берегу реки Днепр. В 5 км юго-западнее деревни расположена железнодорожная станция Рябцево на линии Смоленск — Рославль. 

## История
В годы Великой Отечественной войны деревня была оккупирована гитлеровскими войсками в июле 1941 года, освобождена в сентябре 1943 года.